# Berriozábal
Berriozábal – miasto w Meksyku, w stanie Chiapas.